# Tantilla shawi
Tantilla shawi este o specie de șerpi din genul Tantilla, familia Colubridae, descrisă de Taylor 1949. A fost clasificată de IUCN ca specie în pericol. Conform Catalogue of Life specia Tantilla shawi nu are subspecii cunoscute.